# Gliese 16
Gliese 16 is een type M1V hoofdreeksster in het sterrenbeeld Vissen op 54,70 lichtjaar van de Zon. De ster heeft een baansnelheid rond het galactisch centrum van 15,9 km/s.